# Anduele Pryor
Anduele Pryor (* 26. April 1985 in Paramaribo) ist ein niederländisch-surinamischer Fußballspieler.

## Karriere
Pryor wurde in der surinamischen Hauptstadt Paramaribo geboren. Bereits in seiner Jugend zog er von Südamerika in die Niederlande und begann bei der Combinatie Tavenu Oda ’70 in Duivendrechtse, einem Gemeindeteil von Ouder-Amstel südöstlich von Amsterdam in der Provinz Nordholland, mit dem Fußballspielen. Umzugsbedingt spielte er später beim FC Abcoude, einem Fußballverein aus der gleichnamigen Gemeinde in der Provinz Utrecht. Später kehrte er nach Amsterdam zurück und spielte bis zum Saisonende 1999/2000 in der Jugendabteilung von Ajax Amsterdam. Anschließend bestritt er vier Spielzeiten in der Jugendabteilung von Vitesse Arnheim, bevor er in die zweite Mannschaft aufrückte und für diese zwei Spielzeiten absolvierte.
Zur Saison 2006/07 rückte er in den Kader der ersten Mannschaft auf und kam erstmals am 26. August 2006 (2. Spieltag) bei der 1:3-Niederlage im Heimspiel gegen AZ Alkmaar mit Einwechslung für Anders Due in der 77. Minute zu seinem Debüt in der Eredivisie. In seiner Premierensaison bestritt er 30 Punktspiele, in denen er fünf Tore erzielte, sein erstes gleich in seinem zweiten Spiel am 23. September 2006 (5. Spieltag) beim 4:0-Sieg im Heimspiel gegen Heracles Almelo mit dem Treffer zum 3:0 in der 66. Minute. In den folgenden beiden Spielzeiten nahm die Anzahl seiner Einsätze ab und somit wurde er in der Winterpause der Saison 2009/10 über ein Leihgeschäft für die Rückrunde an den belgischen Erstligisten KSV Roeselare ausgeliehen. Nach fünf aufeinanderfolgenden Spieltagen, in denen er einzig zum Einsatz kam, erfolgte die Rückkehr nach Arnheim; seine Vertragslaufzeit wurde jedoch nicht über den 30. Juni hinaus verlängert und somit blieb er eine Saison lang ohne Verein.
Zur Saison 2011/12 verpflichtete ihn der FC Bayern München für seine zweite Mannschaft. Sein Debüt in der viertklassigen Regionalliga Süd gab er am 8. August 2011 (1. Spieltag) beim 2:2-Unentschieden im Auswärtsspiel gegen den 1. FC Nürnberg II mit Einwechslung für Bastian Müller in der 87. Minute. Nach nur sieben Punktspielen lief seine Vertragslaufzeit zum Saisonende beim FC Bayern München aus; seitdem ist er vereinslos.